# 马哈茂德·艾哈迈迪-内贾德
馬哈茂德·艾哈邁迪內賈德（波斯語：محمود احمدی‌نژاد，羅馬化：Mahmūd Ahmadīnežād，發音：[mæhˈmuːd(-e) æhmædiːneˈʒɒːd] ⓘ；1956年10月28日—）是伊朗第6任總統，同時是伊朗保守派政治聯盟伊斯蘭伊朗建設者聯盟的主要政治領袖。
艾哈邁迪內賈德是一名出身貧寒的工程師及教師，他在伊朗伊斯蘭革命後加入一個名為鞏固聯合處的學生組織。艾哈邁迪內賈德在1993年出任阿爾達比勒省省長，在穆罕默德·哈塔米當選總統後被免職，重執教鞭。2003年，他獲選為德黑蘭市長，政治立場保守而且強硬，顛倒了前任市長的改革政策。伊斯蘭伊朗建築聯盟支持艾哈邁迪內賈德參選2005年伊朗總統選舉，結果在第二輪選舉當中獲得62%的選票，他在2005年8月3日正式就任伊朗總統，亦成為自伊朗革命以來首位非神职人员出身的總統。
艾哈邁迪內賈德在伊朗國內外都是一位爭議性的政治人物。反對派批評他對人权的漠視及其政策導致經濟持續衰退。他在2007年推行汽油配給計劃，以減少國家的汽油消耗，減低公眾及私人銀行收取的利息。另外，艾哈邁迪內賈德支持伊朗核計劃。
艾哈邁迪內賈德在2009年伊朗總統選舉中成功連任，但當中涉及的選舉舞弊引發極大爭議，最終導致伊朗綠色革命的爆發，在國際上承受不少批評。反對派、傳統的教士階層及影響力巨大的政治人物也質疑艾哈邁迪內賈德當選總統的合法性。
內賈德亦曾宣佈參選2021年的伊朗總統大選，但被拒絕參選，後由同為強硬派的易卜拉欣·萊希當選。

## 早年
艾哈邁迪內賈德在塞姆南省加姆薩爾附近的阿拉丹（Aradan）出生，他在七位兄弟姐妹當中排行第四，父親是一位鐵匠、雜貨商、理髮師、制鐵工人及虔誠的什叶派教徒，教授古兰经。母親卡農是賽義德，這尊稱是給予那些被認為是伊斯蘭教先知穆罕默德的直系後裔。艾哈邁迪內賈德四歲的時候，舉家遷往德黑蘭。
艾哈邁迪內賈德的原姓氏是「薩布吉安」（Sabourjian）或「薩巴吉安」（Sabaghian），這姓氏意味著社會地位低下，「薩布」在波斯語是指染棉工人，染棉工人曾經是塞姆南地毯產業裡常見的職業。他的父親為了免受歧視，改姓為艾哈邁迪內賈德，以表示他來自穆罕默德一族（“艾哈邁德”是穆罕默德的名字的变体，“内贾德”意为种族）。
1976年，艾哈邁迪內賈德為了進入國內大學而奮鬥。根據他的自傳提及，他在當年40萬考生當中排行第132，獲伊朗科技大學取錄為土木工程本科生，伊朗伊斯蘭革命結束後，艾哈邁迪內賈德成為了鞏固聯合處的一員，鞏固聯合處是為了防止學生同情或投向正在萌芽的伊朗人民聖戰組織而發展出來的組織。
艾哈邁迪內賈德在1977年與阿扎姆·法拉希成婚，兩人在婚後育有兩名兒子及一名女兒，他的其中一名兒子曾經在阿米爾比爾科技大學就讀。
許多報導指在萨达姆·侯赛因入侵伊朗後，艾哈邁迪內賈德加入了伊斯蘭革命衛隊，在革命衛隊的情報和保安機關任職，但他的顧問馬吉塔巴·薩瑪萊·哈希米（Mojtaba Samareh Hashemi）稱「他（艾哈邁迪內賈德）從來都沒有成為革命衛隊的一分子」，他只是當過類似巴斯基民兵那樣的志願兵。
一些西方媒體在艾哈邁迪內賈德當選總統後不久聲稱他是1979年攻佔美國駐德黑蘭使館的學生之一，引發了人質危機。不過，這說法被伊朗政府、伊朗反對派否認，甚至是美國中央情報局就此而作的調查也未能證實這個說法。
他在1980年代踏足政界，先後擔任西阿塞拜疆省馬庫及霍伊的長官，其後兩年轉任庫爾德斯坦省總督的顧問。
1986年，艾哈邁迪內賈德在他的母校攻讀一個理學碩士課程，並在1989年出任該系的教授。
1993年，艾哈邁迪內賈德正在德黑蘭攻讀博士學位課程，他獲任命為阿爾達比勒省總督，直至總統穆罕默德·哈塔米在1997年將他罷免，艾哈邁迪內賈德只好重執教鞭。他在1997年獲頒土木工程和交通運輸規劃的博士學位。

## 德黑蘭市長
2003年，德黑蘭市議會任命艾哈邁迪內賈德為德黑蘭市長。
他在擔任市長時顛倒了溫和及改革派前任市長的變革，他在前任市長建立的文化中心的活動當中強調宗教的角色，又在市政辦公室推廣男女隔離的升降機，建議兩伊戰爭的死難者葬在德黑蘭的主要廣場上。另外，艾哈邁迪內賈德致力改善交通系統，熱衷於慈善活動，如向貧苦大眾分發免費的湯水。
他在當選總統後便辭去德黑蘭市長的職務，辭職在2005年6月28日獲准。艾哈邁迪內賈德在2005年成為了世界市長從550位榜上有名當中脫穎而出的65強之一（當中只有9位來自亞洲地區）艾哈邁迪內賈德在10強名單裡更是名列前茅，但辭職使其失去了當選世界市長的資格。

## 總統

### 2005年總統選舉
雖然艾哈邁迪內賈德在德黑蘭出任市長時因顛倒前任市長的政策而嶄露頭角，但他並沒有擔任過重要的官職（只出任過德黑蘭市長，為期兩年，而之前擔任的地方職位都不是經選舉產生的），因此在他競選總統的時候仍不廣為人知。他是伊斯蘭工程師協會的成員，但政治上最重要的支持來自伊斯蘭伊朗建築聯盟，而最高領袖阿里·哈梅內伊形容艾哈邁迪內賈德是他的「門徒」，哈梅內伊的支持也有利於艾哈邁迪內賈德。
艾哈邁迪內賈德在他的總統競選政綱裡傳達出混和的訊息，大概是希望同時爭取宗教保守派及低收入人士的支持，他的競選口號是「這是可能的，我們可以的」。
艾哈邁迪內賈德在競選過程當中採取民粹主義的傾向，強調其樸素生活，又將自身與第二任總統穆罕默德·阿里·拉賈伊作出比較。艾哈邁迪內賈德稱他計劃構建一個「世界人民的模範政府」。此外，他是原教旨主義者，施政以伊斯蘭教旨及革命原則為根據。他的其中一個目的是「將石油收益搬上人民的餐桌上」，意味著伊朗的石油收益將會分攤給貧苦大眾。
艾哈邁迪內賈德是唯一一個看淡未來美伊關係的總統候選人，他向伊朗伊斯蘭共和國廣播電視台表示联合国偏頗，針對伊斯蘭國家。他反對联合国安全理事会五個常任理事國享有否決權，他說「由少數國家否決全球的事務是不合理的，如果她們可以享有這種特權，那麼人口接近15億的穆斯林世界也應該有權享有」。他又維護伊朗核計劃，指責「一些自大的勢力」試圖阻止伊朗在核領域及其他領域方面的工業和技術發展。
艾哈邁迪內賈德在第二輪選舉的過程當中表示「這次變革將試圖建立一個遍及全球的政府」，又稱會計劃運用商貿來改善對外關係，尋求與伊朗的睦鄰建立更緊密的關係，並指出應該要取消地區內各國的簽證規定，他說「人民應該可以自由到訪各地，他們在朝聖及旅遊時應享有自由」。
艾哈邁迪內賈德形容庫姆的資深教士阿亞圖拉穆罕默德-塔基·梅斯巴-亞茲迪（Mohammad-Taqi Mesbah-Yazdi）是他的意識及精神導師，梅斯巴-亞茲迪在伊朗建立了哈岡尼學派（Haghani），他本人及其學派強烈支持艾哈邁迪內賈德競選總統。
艾哈邁迪內賈德在第二輪選舉面對阿克巴爾·哈什米·拉夫桑賈尼，最終憑62%的得票率獲勝。最高領袖阿里·哈梅內伊在2005年8月3日對他的當選予以認可，他在總統就任儀式上親吻哈梅內伊的手，以表忠心。
艾哈邁迪內賈德的支持者稱他是生活「樸素」的「單純男人」。作為總統的他仍居住在家人位於德黑蘭的住所，直至他的安全顧問堅決要求他遷出才答應，總統府裡的古老波斯地毯被他捐獻給地毯博物館，反而選擇使用便宜的地毯。據說他曾經拒絕搭乘總統專機的貴賓座，最後以貨運飛機替代。他在當選總統後的首次內閣會議安排在馬什哈德的伊瑪目禮薩神殿舉行，被認為是「虔誠」之舉。

### 2005年內閣委任
| 部門               | 部長                            |
| ------------------ | ------------------------------- |
| 農業部             | 穆罕默德禮薩·伊斯坎達里         |
| 商務部             | 馬蘇德·米爾卡澤米               |
| 信息和通信技術部   | 穆罕默德·索萊馬尼               |
| 伊朗合作社部       | 穆罕默德·阿巴西                 |
| 文化及伊斯蘭教令部 | 侯賽因·薩法爾·哈蘭迪            |
| 國防及三軍後勤部   | 穆斯塔法·穆罕默德·納賈爾        |
| 經濟及金融部       | 侯賽因·薩姆薩米                 |
| 教育部             | 阿里禮薩·阿里艾馬迪             |
| 能源部             | 帕爾維茲·法塔赫                 |
| 外交部             | 馬魯切赫·穆塔基                 |
| 衛生及醫療教育部   | 卡姆朗·巴蓋里·蘭卡拉尼          |
| 住房和城鄉建設部   | 穆罕默德·賽義迪基亞             |
| 工業和礦業部       | 阿里阿克巴爾·梅拉比安           |
| 情報與國家安全部   | 戈拉姆-侯賽因·穆赫辛尼-埃傑赫伊 |
| 內政部             | 穆斯塔法·普爾-穆罕默迪          |
| 司法部             | 戈拉姆·侯賽因·伊爾哈姆          |
| 勞工與社會事務部   | 穆罕默德·賈赫魯米               |
| 石油部             | 戈拉姆侯賽因·努扎里             |
| 道路及交通運輸部   | 哈米德·貝赫巴哈尼               |
| 科學研究與技術部   | 穆罕默德·邁赫迪·扎赫迪          |
| 福利與社會安全部   | 阿卜杜勒禮薩·梅斯利             |

根據伊朗憲法規定，伊朗總統委任的內閣要得到議會的通過。艾哈邁迪內賈德在8月5日的一個秘密會議裡呈交了初步的內閣名單，接著在8月14日提交了最終名單。議會不接納艾哈邁迪內賈德提議的內閣油組候選人，並反對委任其盟友進入重要的政府機關。議會在8月24日敲定了內閣人選。部長們承諾會在德黑蘭以外定期舉行會議，他們在8月25日於馬什哈德舉行了第一次內閣會議，4名內閣候選人得不到議會通過，因此4席懸空。

### 2006年城鄉議會及專家議會選舉
艾哈邁迪內賈德一派在2006年的城鄉議會選舉裡失利，他的精神導師穆罕默德-塔基·梅斯巴-亞茲迪在同年的專家議會選舉德黑蘭選區當中只能排在第6名。這是自艾哈邁迪內賈德當選總統後的首次全國性選舉裡，其政治同盟未能在地區議會及專家議會裡控制大局。選舉結果顯示選民開始轉而支持溫和政策。根據改革派獨立日報的一篇評論所說，「選舉結果顯示選民吸取了過去的教訓，並認為需要支持溫和的政治人物」。一名伊朗政治分析員認為「這對艾哈邁迪內賈德及梅斯巴-亞茲迪等人造成打擊」。

### 2009年總統選舉

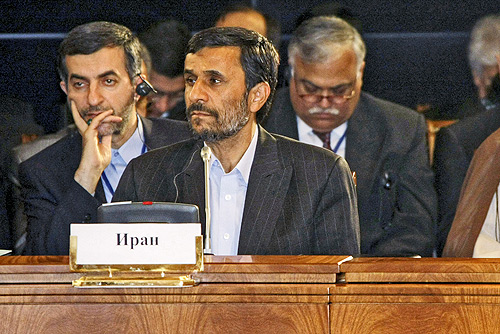
2009年6月16日，身處俄羅斯葉卡捷琳堡的艾哈邁迪內賈德

2008年8月23日，最高領袖阿里·哈梅內伊宣稱他視「艾哈邁迪內賈德是未來5年的總統」，這個評論被解讀為他對艾哈邁迪內賈德競選連任的支持。根據選舉總部的數字，2009年6月12日的選舉裡收到39,165,191張選票，當中24,527,516張（62%）投給艾哈邁迪內賈德，他的對手米爾-侯賽因·穆薩維獲得13,216,411張（33.75%）選票支持。這次選舉在伊朗引起了空前的公眾關注。
截至2011年4月，艾哈邁迪內賈德及穆薩維雙方及各自的支持者就選舉結果仍爭論不休，有人認為選舉出現舞弊。最高領袖阿里·哈梅內伊在2009年8月3日已正式認可艾哈邁迪內賈德為總統，艾哈邁迪內賈德在同年8月5日宣誓就職連任。伊朗憲法規定總統最多可連任一屆。多名伊朗政要缺席總統的就職儀式，前總統穆罕默德·哈塔米、前總統兼現任國家利益委員會主席阿克巴爾·哈什米·拉夫桑賈尼及反對派領袖穆薩維均沒有參加總統就職儀式。反對派在網站及網誌號召支持者在就職儀式當天上街抗議。在總統就職當天，數百名防暴警察與反對派示威者在議會外對峙。伊朗國營電視台直播了艾哈邁迪內賈德就職宣誓的情況，艾哈邁迪內賈德又稱他會「維護國教、憲法及伊斯蘭革命體系」。法國、德國、英國及美國稱她們不會去信祝賀艾哈邁迪內賈德當選。

### 2009年內閣委任
艾哈邁迪內賈德的新任內閣人選具備爭議，埃斯凡迪亞爾·拉希姆·馬沙獲委任為第一副總統，但受到一些議會議員及情報與國家安全部部長戈拉姆-侯賽因·穆赫辛尼-埃傑赫伊（Gholam-Hossein Mohseni-Ejehei）的反對。馬沙遵照最高領袖哈梅內伊的指令辭職，艾哈邁迪內賈德另外委任他為參謀長，並罷免穆赫辛尼-埃傑赫伊。
2009年7月26日，艾哈邁迪內賈德辭退了4名部長，引起了法律問題。伊朗憲法第136條規定，如果在一個任期內更換內閣一半以上的人員，須得到議會准許才可以繼續舉行內閣會議及運作。艾哈邁迪內賈德在此前已經更換了11名內閣部長。議會副主席宣佈內閣須等待議會通過才可合法地舉行會議及作出任何決定。
| 部門               | 部長                        |
| ------------------ | --------------------------- |
| 農業部             | 薩迪克·哈里里昂             |
| 商務部             | 邁赫迪·加贊法里             |
| 信息和通信技術部   | 禮薩·塔齊普爾               |
| 合作社部           | 穆罕默德·阿巴西             |
| 文化及伊斯蘭教令部 | 賽義德·穆罕默德·侯賽尼      |
| 國防及三軍後勤部   | 艾哈邁德·瓦希迪             |
| 經濟及金融部       | 沙姆斯丁·侯賽尼             |
| 教育部             | 哈米德-禮薩·哈吉·巴巴伊     |
| 能源部             | 馬吉德·納姆久               |
| 外交部             | 馬魯切赫·穆塔基             |
| 衛生及醫療教育部   | 瑪芝娜·瓦希德-達斯特傑爾迪  |
| 住房和城鄉建設部   | 阿卜杜勒禮薩·謝赫侯爾茲拉米 |
| 工業和礦業部       | 阿里阿克巴爾·梅拉比安       |
| 情報與國家安全部   | 蓋達爾·穆斯拉希             |
| 內政部             | 穆斯塔法·普爾-穆罕默迪      |
| 司法部             | 莫爾塔扎·巴赫蒂亞里         |
| 勞工與社會事務部   | 阿里·尼克扎德               |
| 石油部             | 馬蘇德·米爾·卡齊米          |
| 道路及交通運輸部   | 哈米德·貝赫巴哈尼           |
| 科學研究與技術部   | 卡姆朗·戴尼斯鳩             |
| 福利與社會安全部   | 薩迪克·馬索里               |

21個內閣委任人選的名單在2009年8月19日公佈。議會在9月4日通過了其中18名候選人的委任，3人未能通過，其中包括2名女候選人。蘇桑·凱沙瓦茨、穆罕默德·阿里阿巴迪（Mohammad Aliabadi）及法蒂瑪·阿賈魯（Fatemeh Ajorlou）分別不獲議會通過為教育部部長、能源部部長及福利與社會安全部部長。瑪芝娜·瓦希德-達斯特傑爾迪（Marzieh Vahid-Dastjerdi）是伊朗歷來首位獲議會通過的女內閣部長。

### 經濟政策
在艾哈邁迪內賈德第一屆總統任期內，伊朗的實際國內生產總值反映出經濟的增長。由於良好的經濟規劃管治及中止了前任政府難以持久的消費及借貸模式，通脹及失業率亦見回落。艾哈邁迪內賈德增加政府開支達25%，又支持對汽油及食物的補貼。在總統的政令下，利率被調低於通脹水平，卻造成了始料不及的影響。伊朗人尋求將過剩的資金用作投資，使市區的房地產價格較艾哈邁迪內賈德上任前上漲了2至3倍。房地產價格上升對無房階層造成了不良影響，他們本來是艾哈邁迪內賈德民粹政策的預期受惠者。負責規劃長期經濟及預算政策的管理與規劃組織因此而被解散，其資深的管理層也被免職。
2006年6月，50名伊朗經濟學家去信艾哈邁迪內賈德，批評他為了穩定貨品、水泥、政府服務的價格而進行價格干預，他們又反對最高勞工委員會及勞工與社會事務部頒佈工人工資增加40%的法令。艾哈邁迪內賈德公開嚴厲回應有關信件，並斥責相關的指控。艾哈邁迪內賈德謀求「中庸之道」，在資本主義與社會主義之間折中。由於受到國際孤立，加上伊朗與美國的政治衝突不斷，中央銀行擔心資本外流。縱使伊朗的經濟發展潛力高，這些因素使基礎建設的發展停滯不前，資本亦不見流入。在2005年總統選舉當中沒有投票給艾哈邁迪內賈德的選民當中，只有3.5%的選民表示會考慮在下屆總統選舉裡投他一票。以往支持艾哈邁迪內賈德競選的選員穆罕默德·霍舍赫雷（Mohammad Khoshchehreh）指「政府的民粹口號很堅決，但成果卻微不足道」。艾哈邁迪內賈德在2005年當選總統後全面更換負責經濟的內閣部長，包括石油、工業及經濟事務。剛缷任的經濟及金融部部長達烏德·丹納希-賈法里（Davoud Danesh-Jafari）在2008年4月接受法爾斯新聞社採訪時猛烈批評艾哈邁迪內賈德的經濟政策：「在我在職時，我感受不到那裡對過往的經驗及有經驗的人有任何正面的態度，對未來也沒有計劃。一些對國家並非極其重要的瑣碎事務卻要優先處理，而諸如通脹對資產流動性的影響等科學的經濟理論竟然受到質疑。」艾哈邁迪內賈德在回應這些批評時指責丹納希-賈法里不是一個「老實人」，他稱「殉道文化」便是解決伊朗經濟問題的良方。
艾哈邁迪內賈德執政期間曾經錄得2750萬億土曼的石油收益，這是伊朗歷來最高的記錄，但艾哈邁迪內賈德政府也造就了伊朗伊斯蘭革命以來最高的財政赤字。
他在任期內實施汽油配給計劃，以減少國家汽油的消耗，並降低公眾及私人銀行服務所收取的利息。他又指令管理與規劃組織歸入政府架構內。2011年5月，艾哈邁迪內賈德宣佈暫時托管石油部。

### 計劃生育及人口政策
艾哈邁迪內賈德在2006年10月呼籲取消伊朗現行的生育控制政策，該生育政策限制伊朗夫婦不得生育多於兩名子女。他向議會議員陳述伊朗現時有7000萬人口，但國家足以應付額外5000萬人。到2010年11月，他呼籲伊朗人提早結婚及生育，他表示「男子的適婚年齡應為20歲，女子則是16至17歲」。不過，當時伊朗的通脹急劇上升，失業率升到約11%，他的言論招致批評，被認為是錯判形勢。阿亞圖拉魯霍拉·霍梅尼在1979年也曾經呼籲伊朗人生育，使伊朗的人口在7年間上升1600萬，後來改行相反的政策來遏止隨之而來的經濟壓力。
政府在2008年將「家庭保護法案」提交給議會，女權份子批評法案剝削了對婦女的保障，新方案取消了丈夫在迎娶另一名女子之前要先得到妻子同意的規定。

### 房屋
艾哈邁迪內賈德新政府的首個立法工作便是總值12兆里亞爾（約13億美元）的「禮薩關懷基金」，該基金以什葉派伊瑪目阿里·里達（Ali ar-Ridha）命名。政府稱這個基金將會利用石油收益幫助年輕人尋找工作、置辦婚姻及購買房屋。基金接受捐贈，基金在伊朗30個省份都分別設有受托委員會。這次立法是要應付市區房地產價格高漲，導致婚齡上調（男子28歲、女子25歲）的現象。議會在2006年拒絕接納這個方案，但艾哈邁迪內賈德下令行政委員會執行計劃。

### 人權

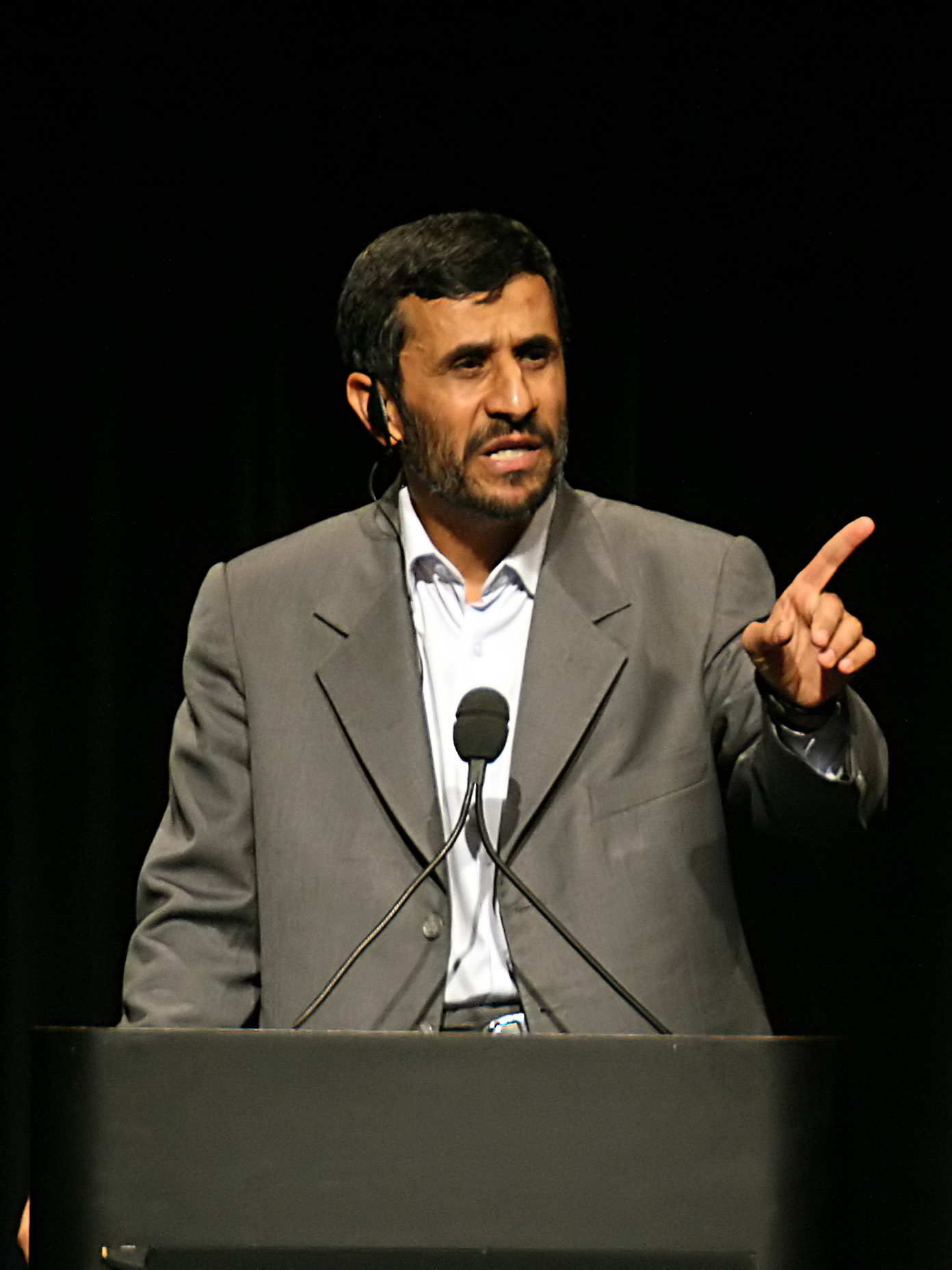
艾哈邁迪內賈德在哥倫比亞大學發表講話。

根據人權觀察報告，「自從艾哈邁迪內賈德上任以來，愛文監獄及由司法部、情報部及革命衛隊秘密營運的羈留中心裡被拘留者的待遇越來越差」，報告又提及「伊朗對基本人權的尊重在2006年出現倒退，特別是言論及集會自由。政府慣常地向被扣押的異見者進行嚴刑逼供及虐待，包括長期單獨禁閉」。人權觀察又指出，伊朗對人權的侵害主要是由阿里·哈梅內伊負責的司法機關及直接向艾哈邁迪內賈德負責的人員指使的。
政府對待異見者的反應不一，人權觀察稱「艾哈邁迪內賈德政府的政策明顯與前任總統穆罕默德·哈塔米不同，他對和平示威及集會絕不容忍」。2006年12月，艾哈邁迪內賈德在德黑蘭阿米爾比爾科技大學演說期間勸戒他的官員不要阻礙在場抗議的學生。不過，一些示威活動的發言人指出自艾哈邁迪內賈德上任以來，政府曾經對大學的異見者進行鎮壓。
2007年4月，哈梅內伊負責監督的警察嚴厲打擊「沒有適當遵守希賈布（伊斯蘭著裝要求）」的婦女，艾哈邁迪內賈德稱政府不應該依據伊斯蘭著裝要求強迫婦女穿戴面紗，這番言論引來保守派的猛烈抨擊。

### 大學
2006年，艾哈邁迪內賈德政府據報強迫許多伊朗科學家及大學教授辭職或退休，事件被稱之為「第二次文化革命」，外界認為政策是要以年輕的教授取代年老的教授。一些大學教授表示他們對於提早退休始料不及。在2006年11月，53名大學教授要在伊朗科技大學的工作崗位上退下來。
同年，艾哈邁迪內賈德政府為醫學、牙醫學及藥學學系的大學入學試取錄設立了規定，男女取錄配額各佔一半。這個計劃被認為是要遏止大學女生越來越多的現象。伊朗衞生及醫療教育部部長卡姆朗·巴蓋里·蘭卡拉尼（Kamran Bagheri Lankarani）在回應質疑時表示大學未有足夠的配套設施提供給女學生，如寢室。扎黑丹大學校長馬蘇德·薩利希稱女學生湧現為交通衍生了問題。巴博勒醫科大學校長易卜拉欣·麥簡尼基也表示女學生的增加會使設施合適分配上造成困難。德黑蘭醫科大學校長巴蓋里·蘭卡拉尼也作出了相似的評論。
2006年12月學生示威
2006年12月11日，艾哈邁迪內賈德在德黑蘭阿米爾比爾科技大學發表演講途中被一些學生擾亂。據伊朗學生新聞社報導，學生縱火焚燒艾哈邁迪內賈德的相片，又向他投擲鞭炮，反復高呼「處死獨裁者」。這是艾哈邁迪內賈德當選後第一次遭遇的主要公眾示威活動。學生網站上的聲明指出，他們反對艾哈邁迪內賈德的政治壓迫，又指控他腐敗、管治不力及偏袒，聲明中還提到「雖然政府大肆宣傳和鼓吹，學生們的舉行顯示總統未能欺騙學術界」。另外，有報導指一些學生不滿猶太人大屠殺全球視野國際評論會議的舉行。
艾哈邁迪內賈德在回應學生的口號時道：「我們是從獨裁專政當中站起來的，所以即使是以民主的名義也沒有人膽敢在一千年內建立獨裁政府。美國及英國獨裁政權的特務對伊朗民族造成的傷疤仍歷歷在目，沒有人能夠容忍獨裁者再度活躍起來」。有報導指即使示威者打破了電視攝影機及向他投擲土製炸彈，艾哈邁迪內賈德仍勸戒官員不要阻礙示威者。艾哈邁迪內賈德在網誌上形容他對事件的感覺是「高興」，因為人民可以在革命後享有自由。約1,000名學生在1天前發起抗議，指責政府向大學的改革派份子施加壓力，而在1周前的學生日，超過2,000名學生在德黑蘭大學抗議。發言人指艾哈邁迪內賈德當選總統後，政府對異見人士嚴厲打壓。

### 核計劃
艾哈邁迪內賈德聲明支持伊朗核計劃，又堅稱伊朗的核發展是和平用途。他反復強調發展核武器並不是政府的政策，認為發展核武器是「不法和違背我們的宗教」。他在2006年1月的一次會議裡又稱一個「充滿文化、邏輯和文明」的民族不需要核武器，認為那些追求核武器的國家試圖以暴力解決一切問題。艾哈邁迪內賈德在2008年的一次採訪裡詳述那些力求得到核武器的國家是政治落後的國家，而那些擁有核武器並不斷精進它們的國家則「更為落後」。
2006年4月，艾哈邁迪內賈德宣佈伊朗成功提煉可進入核燃料循環程序的鈾。在馬什哈德對學生及學者的一次演說裡，艾哈邁迪內賈德被引述稱伊朗的狀況已經完全改變，伊朗成為了有核國家，並可以以此來跟其他國家對話。同年4月13日，伊朗伊斯蘭共和國通訊社引述艾哈邁迪內賈德稱和平用途的伊朗核技術不會對任何一方構成威脅，因為「我們追求和平穩定，我們不會對任何人不公，也不會使我們受到不公平對待」。不過，艾哈邁迪內賈德政府的核計劃飽受批評，批評主要來自美國及以色列。指控認為伊朗謀求獲得核武器，並發展遠程攻擊能力，又指艾哈邁迪內賈德為此而頒佈命令阻止聯合國調查員自由視察伊朗的核設施及核計劃，違反國際原子能機構的決議。伊朗在2009年5月完成一枚長程火箭的發射測試後，艾哈邁迪內賈德被引述向人群表示伊朗的核計劃向西方表達了一個訊息，那就是「伊朗伊斯蘭共和國正在掌管一切」。
雖然艾哈邁迪內賈德明言支持核計劃，但總統辦公室不是直接負責核政策的。核政策是由伊朗最高國家安全委員會制訂，委員會由最高領袖委任的兩名代表、軍官及政府行政、司法及立法機構的官員組成，委員會直接向最高領袖阿里·哈梅內伊負責。哈梅內伊在2005年發佈一條反核武的教令，他曾經批評艾哈邁迪內賈德在核事務上「太個性化」。
艾哈邁迪內賈德在2008年2月立誓稱伊朗不會放棄發展和平用途的核計劃，又指核技術的和平用途已知有16種。在2009年的一次訪談裡，當記者安·庫里問及伊朗會否排除在未來制造核彈，艾哈邁迪內賈德回應道：「我們不需要核武器。」庫里又接著說：「我可否假定你的答案是『否』？」艾哈邁迪內賈德再次重覆了他的回答，並補充道：「即使沒有核武器，我們也足夠自保。」庫里又提醒道：「有人會注意到你沒有回答一個『否』字的。」艾哈邁迪內賈德回應道：「女士，你喜歡怎麼解讀便隨便你。」
2009年10月，美國、法國及俄羅斯提議由聯合國草擬一樁與伊朗核計劃有關的交易，以尋求在伊朗需要核反應堆與國際關注伊朗秘密發展核武器之間互相諒解。艾哈邁迪內賈德在10月29日回應這樁交易時顯得語調不一，他在國營電視台的現場直播上說：「我們歡迎燃料交換、核領域上的合作、建造發電站及反應堆，我們隨時可以合作。」不過他補充指伊朗在自主進行核計劃上「絕不退讓」。

## 卸任總統之後

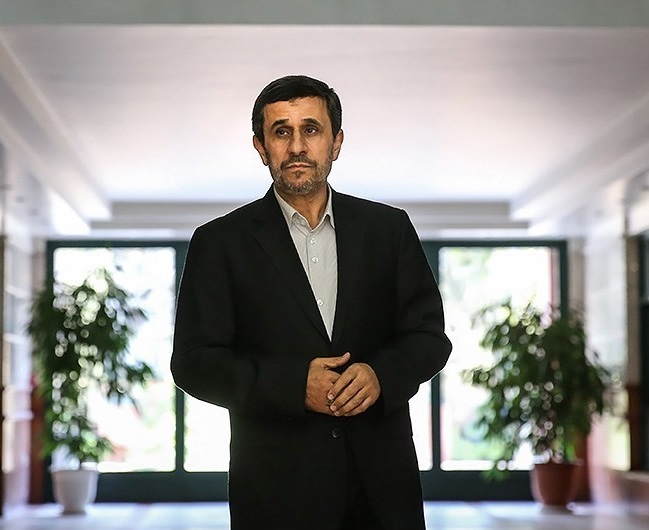
內賈德（Ahmadinejad）在他的總統博物館中，該博物館被稱為伊朗伊斯蘭共和國前總統辦公室

艾哈邁迪內賈德離開他在巴斯德街的辦公室。於2013年8月3日回到他在納瑪克的私人住宅。
在接受美國有線電視新聞網（CNN）採訪時，內賈德（Ahmadinejad）表示，在擔任總統職務後，他將重返大學並從政治中退休。但是，內賈德在2013年7月2日的歐佩克峰會期間從俄羅斯宣布，他可能會通過建立新的政黨或非政府組織來參與政治。
2023年9月18日，美国政府宣布将对艾哈迈迪·内贾德进行制裁。

## 貪腐指控
艾哈邁迪內賈德被批評只針對私自挪用資金的「盜賊」及「貪官」而沒有在政府的透明度和問責上作出改變，又「任人唯親及政治徇私」。他的許多親屬都被委任，但他們明顯不具備相關的資歷擔任這些職位，而「數以十億美元計的無投標合同」卻判給與他關係緊密的伊斯蘭革命衛隊。

## 言行

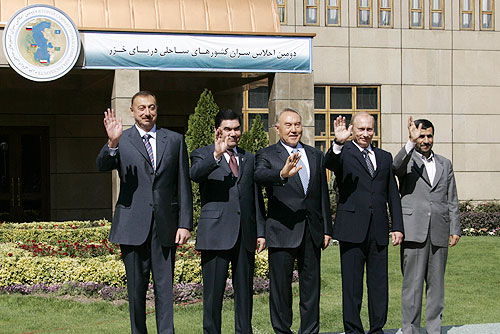
第二屆裏海峰會的與會者，由左至右分別是：阿塞拜疆總統伊利哈姆·阿利耶夫、土庫曼總統庫爾班古力·別爾德穆哈梅多夫、哈薩克總統努爾蘇丹·納扎爾巴耶夫、俄羅斯總統弗拉基米爾·弗拉基米羅維奇·普京及伊朗總統艾哈邁迪內賈德

2007年6月，一些議會議員批評艾哈邁迪內賈德對基督教及猶太教的評論。根據阿夫塔卜新聞社的報導，艾哈邁迪內賈德表示：「這個世界裡，有一些宗教偏離了正道：基督教及猶太教。有一些虛假的言論認為這些宗教可以拯救人類，但伊斯蘭教才是唯一可以拯救人類的宗教。」一些議會議員批評他的言論可以挑起宗教戰爭。
保守派議員拉法特·巴亞特指責艾哈邁迪內賈德放寬了對女子希賈布（著裝要求）的監督，批評他「在這一方面不夠嚴謹」。艾哈邁迪內賈德曾經公開親吻一名以往教導他的女教師的手，被拉夫桑賈尼的親信批評為下流。

### 聯合國與足球場
艾哈邁迪內賈德的一些關於聯合國的發言及允許女子進入足球場觀賞賽事的言論受到宗教團體的批評。他在2005年聯合國大會發言後前往庫姆與一些阿亞圖拉會面，他表示他在發言的時候「感到頭上有光環」，又指他感受到伊瑪目的存在，迷著了目不轉晴的外國領導人、外國部長及大使。據作家霍曼·馬吉德所說，這是對保守宗教領袖的褻瀆，因為凡人不能設想與神靈及伊瑪目有特殊的聯繫，也不能暗示馬赫迪（一名伊瑪目）的存在。
2006年，艾哈邁迪內賈德在沒有事先諮詢教士意見的情況下宣佈女子可以進入足球場觀賞男子足球比賽。教士當局將之「迅速推翻」，大阿亞圖拉穆罕默德·法策爾·蘭卡拉尼（Mohammad Fazel Lankarani）在2007年初連續數個星期拒絕會見總統艾哈邁迪內賈德，以示不滿。

### 憲政衝突
2008年，伊朗議會通過的三條法律掀起了總統與議會主席之間的嚴重衝突，該三條法律分別是「伊朗與哈薩克民事及刑事法合作協議」、「伊朗與科威特共同投資援助協議」及「工業設計及商標註冊法」。衝突的嚴重程度使伊朗的領導人介入調停。艾哈邁迪內賈德去信議會主席戈拉姆-阿里·哈達德-阿德爾（Gholam-Ali Haddad-Adel），憤怒地指控他繞過了總統且在憲報上下令實施法律是「費解的行為」，並指他違反了伊朗憲法，聲稱要向他採取法律行動。哈達德-阿德爾回應指艾哈邁迪內賈德的信件及言論的語調不當。

### 阿里·科丹
2008年8月，艾哈邁迪內賈德委任阿里·科丹為內政部部長。不過，阿里·科丹出示的牛津大學博士學位文憑其後被揭發是偽造的，牛津大學方面沒有阿里·科丹獲頒文憑的記錄。
2008年11月，艾哈邁迪內賈德反對議會彈劾阿里·科丹的動議，他在彈劾當天缺席會議，阿里·科丹在同年11月4日被伊朗議會以188票通過而被罷免。伊朗憲法規定當內閣超過一半成員出現更替時，便需要將內閣名單提交給議會覆核，在阿里·科丹被罷免之前，21名內閣成員當中已有9名成員被更替。阿里·科丹的罷免使艾哈邁迪內賈德接近要向議會提交內閣名單予以覆核，而當時的議會是由艾哈邁迪內賈德的一名主要政敵領導。

### 與國會的衝突
2009年2月，伊朗最高審計法院匯報指政府仍未將2006年至2007年間1,058,000,000美元的石油收益歸入國庫。伊朗議會主席阿里·拉里賈尼（Ali Larijani）要求作出進一步調查，確保相關資金可以盡早歸入國庫。艾哈邁迪內賈德批評審計署「疏忽」，「引起民眾」對政府的不滿。議會能源委員會主席哈米德禮薩·卡特辛匯報指政府花費了50億美元進口汽油，超出了議會批准的30億美元。卡特辛引述石油部部長戈拉姆侯賽因·努扎里稱總統艾哈邁迪內賈德指示作出額外的採購。
2011年5月，艾哈邁迪內賈德在沒有諮詢議會的情況下決定合併8個政府部門及開除3名部長，多名議會議員聲言要對艾哈邁迪內賈德啟動彈劾程序。根據議會新聞網站所說，議員穆罕默德-禮薩·巴霍納爾（Mohammad-Reza Bahonar）表示「這個決定的合法性存疑，事態最終發展成彈劾」。5月25日，議會就另一項指控進行表決，指控稱艾哈邁迪內賈德在2009年總統選舉前向900萬伊朗人提供金錢，涉嫌選舉舞弊。表決在這項指控出現在主要的保守派新聞網站的數個小時後便舉行，最高領袖阿里·哈梅內伊也表態支持調查事件。事件被視為艾哈邁迪內賈德與其他保守派及昔日支持者的矛盾，當中包括阿里·哈梅內伊，一些保守派認為艾哈邁迪內賈德濫用權力，又指他的政策挑起衝突。

### 地震安全室
艾哈邁迪內賈德被指在2005年牽涉進一則欺詐事件裡，他聯同阿里阿克巴爾·梅拉比安及穆薩·馬茲盧姆發表了法贊·薩利米的一項發明，將之據為己有。事涉的發明是由伊朗學者及工程師法贊·薩利米研發的「地震安全室」（住宅裡的避難房間）。德黑蘭法院在2009年7月裁定工業部部長阿克巴爾·梅拉比安及穆薩·馬茲盧姆罪名成立，但對艾哈邁迪內賈德在事件裡的角色保持沉默。據英國廣播公司報導，涉嫌發表欺詐發明的著作上將艾哈邁迪內賈德列為作者。

### 與最高領袖哈梅內伊的關係
在艾哈邁迪內賈德任職總統的初期，他形容他「享受」最高領袖阿里·哈梅內伊的「全力支持」，也享受作為他的「門徒」。艾哈邁迪內賈德在2005年的總統就職典禮上親吻哈梅內伊的手背及臉頰，被視為是「親密及忠誠」的表現，哈梅內伊在2009年總統選舉後全力支持艾哈邁迪內賈德與示威者抗衡。
不過，兩人早在2008年1月就國內政策的發展產生了分歧的跡象。2010年至2011年間，一些資料指出艾哈邁迪內賈德與哈梅內伊的「不和加劇」，兩人不和的原因都圍繞著艾哈邁迪內賈德的親信及頭號顧問、「教士加強插手政治」的反對者埃斯凡迪亞爾·拉希姆·馬沙，馬沙曾任伊朗第一副總統，不久後便按哈梅內伊的要求而辭職。艾哈邁迪內賈德在2009年罷免馬沙的政敵、情報部部長戈拉姆-侯賽因·穆赫辛尼-埃傑伊（Gholam-Hossein Mohseni-Eje'i）。2011年4月，另一名情報部部長海達爾·慕斯勒希（Heydar Moslehi）在艾哈邁迪內賈德的要求下辭職，但哈梅內伊在數小時內便恢復他的職務。艾哈邁迪內賈德在兩周內都沒有表態支持慕斯勒希的復職，並在國會、宗教儀式及其他政府活動裡進行了「為期11天的退場」以示抗議。這個舉動引起了教士、議員及軍官的抨擊，指責他漠視最高領袖哈梅內伊的指示。保守反對派在議會裡發起「彈劾運動」，4個支持艾哈邁迪內賈德的網站被「過濾及封鎖」，馬沙及多名「據傳親近」艾哈邁迪內賈德的人因「成為巫師」及「召喚神怪」而被起訴。2011年5月6日，據報導艾哈邁迪內賈德獲得最後通牒，要求他接受最高領導的介入，否則請辭。他在5月8日「明顯屈從」，歡迎慕斯勒希重返內閣會議。雖然艾哈邁迪內賈德否認他與哈梅內伊之間有任何不和，但事件被指「羞辱和削弱」了他。據半官方媒體法爾斯新聞社報導，艾哈邁迪內賈德與哈梅內伊的關係「如同父子」。
此外，内贾德经常批评温和派的前总统，尤其对哈桑·鲁哈尼的批评最为尖锐。

### 外交政策

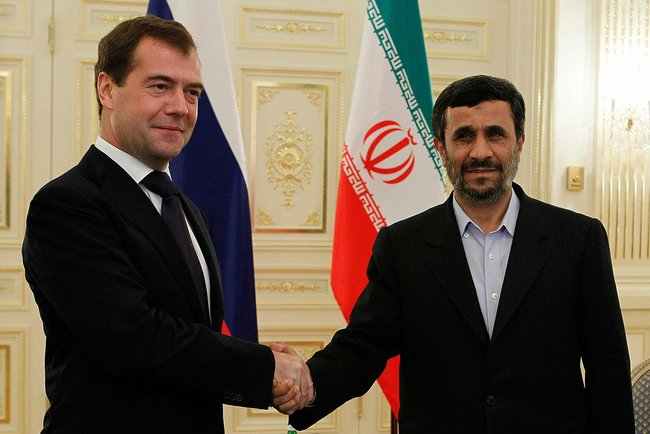
艾哈邁迪內賈德在巴庫會見時任俄羅斯總統德米特里·梅德韋傑夫

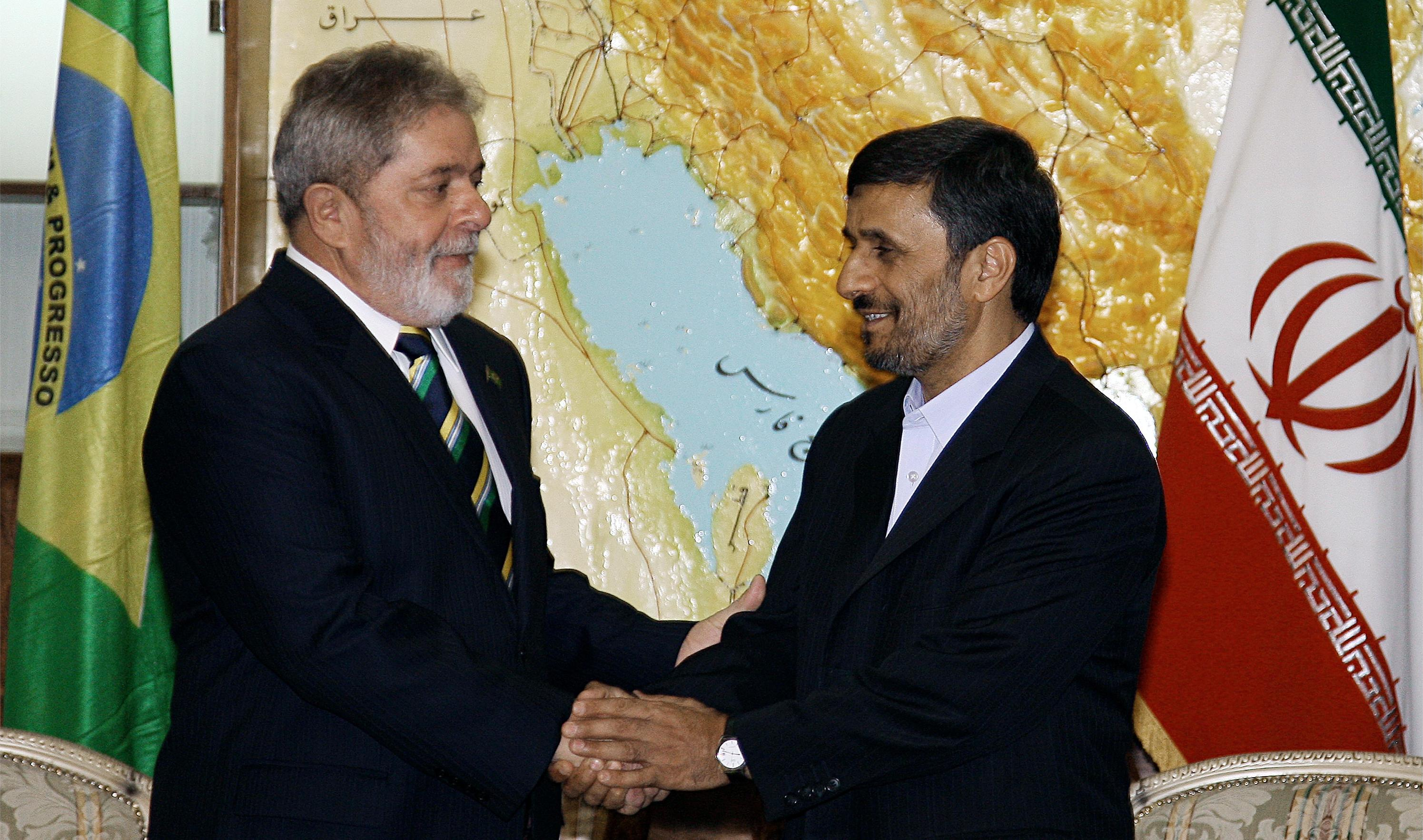
艾哈邁迪內賈德在德黑蘭會見時任巴西總統路易斯·伊納西奧·盧拉·達席爾瓦

艾哈邁迪內賈德執政的伊朗採取了與前任政府截然不同的外交政策，使伊朗與西方的關係惡化，而與非洲、拉丁美洲等國家的關係則有所進展。鑒於國際制裁伊朗的核計劃，艾哈邁迪內賈德及其外交部部長馬魯切赫·穆塔基經常到訪非洲及拉丁美洲，也會接待各國領袖。
艾哈邁迪內賈德執政的伊朗與拉丁美洲的委內瑞拉、玻利維亞及厄瓜多爾的關係最穩固，與美國小布殊政府及以色列的關係則惡化。
艾哈邁迪內賈德經常直率地批評美國、以色列及英國。

#### 以色列與巴勒斯坦
艾哈邁迪內賈德貫徹伊朗長期以來拒絕承認以色列為合法國家的外交政策。他就猶太人大屠殺而發表的言論捲入了爭議，他指「侵略政權」應要從「時間洪流當中抹消掉」，一些新聞資料將他的言論誤譯為「從地圖上抹消掉」，並錯誤解讀為摧毀以色列。有專家指出「地圖」一詞根本沒有出現在他的言論裡。
艾哈邁迪內賈德倡議在巴勒斯坦當地舉行「自由的選舉」，又認為巴勒斯坦人需要為當地的未來發聲。西方社會及猶太人組織批評他將猶太人大屠殺形容為神話，又指他的言論是「典型的反猶太主義」。艾哈邁迪內賈德否認這些指控，他表示他「非常尊重猶太人」，也不是要為猶太人大屠殺「作出判斷」。
在2010年9月聖城日，艾哈邁迪內賈德批評巴勒斯坦當局重新展開與以色列的和談，他指和談會「胎死腹中」及「注定失敗」的，並促請巴勒斯坦人繼續武裝抵抗以色列。他進一步指出馬哈茂德·阿巴斯無權代表巴勒斯坦人進行和談。阿巴斯的發言人納比爾·阿布·魯戴尼赫反駁稱艾哈邁迪內賈德「不能代表伊朗人……他沒有資格對巴勒斯坦及其人民說三道四」。

#### 黎巴嫩
2010年10月，艾哈邁迪內賈德總統計劃到訪黎巴嫩。耶路撒冷郵報報導指他打算在黎巴嫩向以色列的方向擲石「以示厭惡」。真主黨的特工會為他的行程提供保護，也會為他提供投擲用的石頭。據科威特報章《新聞報》報導，敘利亞總統巴沙爾·阿薩德不建議艾哈邁迪內賈德到訪黎巴嫩南部，艾哈邁迪內賈德解釋「到訪黎巴嫩南部的戰略意義重大」。
多個媒體報導艾哈邁迪內賈德在黎巴嫩南部受到「英雄式的歡迎」，他在訪問期間表示「我們與黎巴嫩政府及人民站在同一陣線上」，艾哈邁迪內賈德的突然到訪也使許多黎巴嫩人感到擔憂，特別是遜尼派穆斯林及基督徒，他們擔心伊朗和黎巴嫩會使國家與以色列發生衝突。美國及以色列批評艾哈邁迪內賈德到訪黎巴嫩，白宮發言人羅伯特·吉布斯指艾哈邁迪內賈德繼續進行「挑釁行為」。

#### 美國
2010年9月，艾哈邁迪內賈德在聯合國大會稱許多人認為九一一襲擊事件的幕後策劃者是美國，並要求調查事件。他表示「釐清事件有助於找出主謀、阿爾蓋達的真身、阿爾蓋達的所在地及其背後的支持者，這些資訊都應該要公諸於世」，許多西方國家代表憤而離席表示抗議。他的言論觸發了大規模抗議，美國總統貝拉克·奧巴馬指有關言論是「不可原諒」、「極其討厭」及「可惡」的。艾哈邁迪內賈德在同年再度重申九一一事件陰謀論，指出：
|  | 成立獨立、中立的調查委員會可以查明這起令人遺憾的九一一事件的起因和真相，這是全世界人民的要求……對這項要求的反對意味著九一一事件是有預謀的，以求達到侵佔伊拉克的目的。 |

## 外部連結
- （简体中文）伊朗總統艾哈邁迪內賈德 （页面存档备份，存于）－新華網
- （英文）伊朗總統官方網頁
- （英文）生平 （页面存档备份，存于）－國際關係與發展研究中心
- （英文）艾哈邁迪內賈德的影像 （页面存档备份，存于）
- （英文）艾哈邁迪內賈德的生平影像 （页面存档备份，存于）－C-SPAN
- （英文）艾哈邁迪內賈德－《查理·羅斯》
- 马哈茂德·艾哈迈迪-内贾德在互联网电影资料库（IMDb）上的資料（英文）
- WorldCat 聯合目錄中马哈茂德·艾哈迈迪-内贾德的著作或與之相關的著作
- （英文）艾哈邁迪內賈德－半島電視台英語頻道綜合新聞及評論
- （英文）艾哈邁迪內賈德－CNN綜合新聞及評論
- （英文）艾哈邁迪內賈德 （页面存档备份，存于）－《衛報》綜合新聞及評論
- （英文）艾哈邁迪內賈德 （页面存档备份，存于）－《國土報》綜合新聞及評論
- （英文）艾哈邁迪內賈德－《耶路撒冷郵報》綜合新聞及評論
- （英文）艾哈邁迪內賈德 （页面存档备份，存于）－《紐約時報》綜合新聞及評論
- （英文）艾哈邁迪內賈德 （页面存档备份，存于）－《華爾街日報》綜合新聞及評論
- （英文）影響力重大的人物：艾哈邁迪內賈德 （页面存档备份，存于）－《時代》（2006年12月16日）
- （英文）他們獲勝的結果 （页面存档备份，存于）－安德魯·沙利文（《大西洋》、2009年6月13日）

| 官衔                                      | 官衔                            | 官衔                                |
| ----------------------------------------- | ------------------------------- | ----------------------------------- |
| 前任者： 侯賽因·塔赫里 為東阿塞拜疆省省長 | 阿爾達比勒省省長 1993年－1997年 | 繼任者： 賈瓦德·內加朗德赫          |
| 前任者： 穆罕默德-哈桑·馬利克邁達尼       | 德黑蘭市長 2003年－2005年       | 繼任者： 穆罕默德-巴蓋爾·加利巴夫   |
| 前任者： 穆罕默德·哈塔米                  | 伊朗總統 2005年－2013年         | 繼任者： 哈桑·鲁哈尼                |
| 政党职务                                  |                                 |                                     |
| 前任者： 邁赫迪·查姆蘭                    | 伊斯蘭伊朗建築聯盟黨魁 2004年－ | 現任                                |
| 外交職務                                  |                                 |                                     |
| 前任者： 阿卜杜勒-阿齊茲·布特弗利卡       | 十五國集團主席 2006年－2010年   | 繼任者： 馬欣達·拉賈帕克薩          |
| 優先順序                                  |                                 |                                     |
| 前任者： 阿里·哈梅內伊 伊朗最高領袖       | 伊朗繼任順序 伊朗總統           | 繼任者： 阿里·拉里賈尼 伊朗議會主席 |